# 結 (許國)
結（？—？），姜姓，名结，是许元公的儿子，许国国君。
前481年，结继位为国君，同年鲁国捕获了麒麟，孔子的《春秋》终结于此年。